# Квауті
Квауті (груз. კვაუთი) — село в Грузії.
За даними перепису населення 2014 року в селі проживає 76 осіб.